# Fashion Revolution
Fashion Revolution è un movimento no-profit globale tra i più grandi al mondo, rappresentato da The Fashion Revolution Foundation e Fashion Revolution CIC con gruppi in più di 100 paesi nel mondo. 

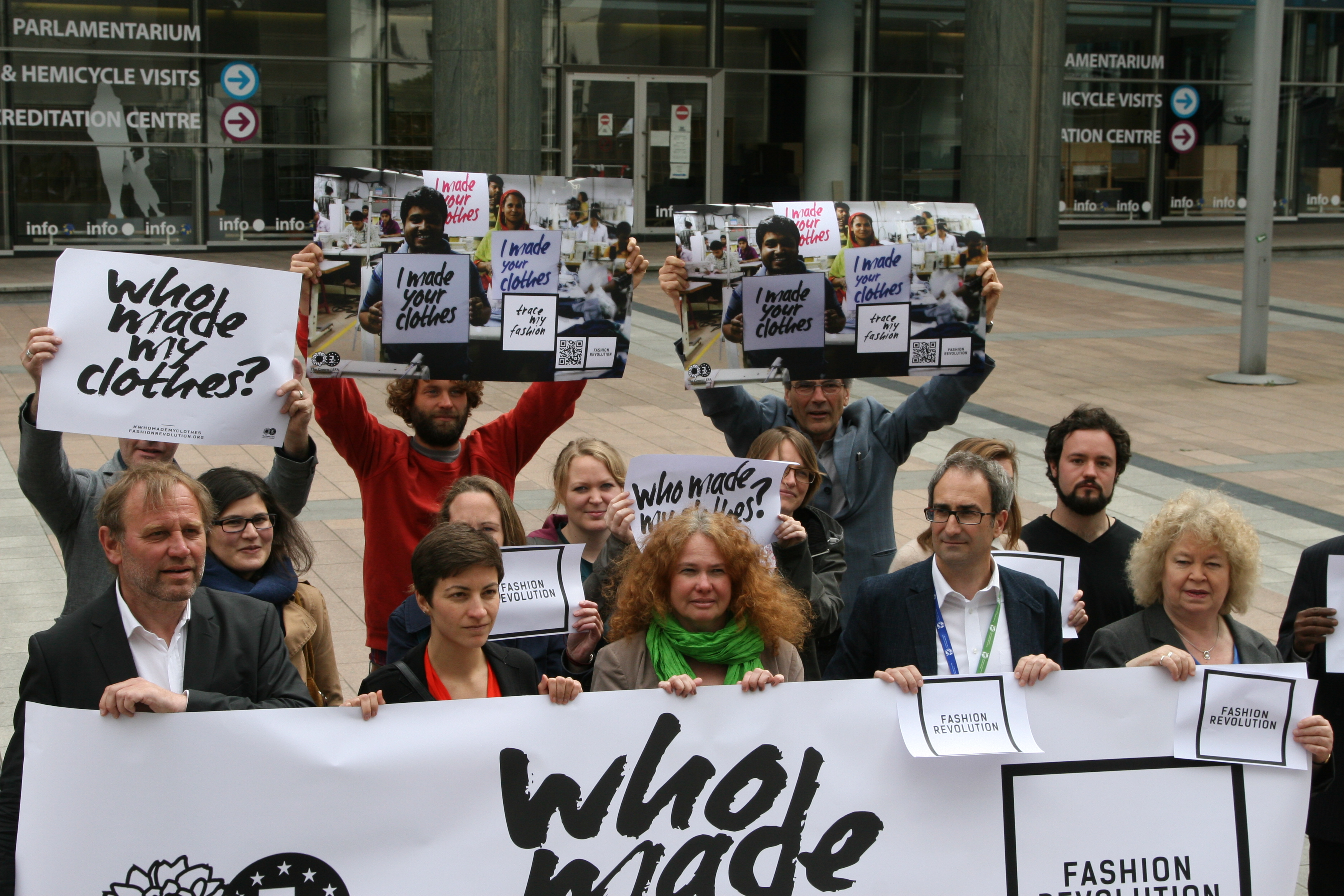
Gruppo di protesta #WhoMadeMyClothes

Fashion Revolution è portavoce di numerose campagne per riformare il sistema moda industriale, in particolare sull’importanza e la necessarietà di maggior trasparenza nella catena di approvvigionamento della moda. 
Sorto nel 2013, Fashion Revolution ha designato l’anniversario del disastro del Rana Plaza in Bangladesh come Fashion Revolution Day, durante il quale si tengono ogni anno eventi speciali proprio il 24 Aprile. 
Tra il 2014 e il 2020, milioni di persone in tutto il mondo hanno chiesto ai marchi di rispondere alla domanda “Chi Ha Fatto I Miei Vestiti?” (“Who Made My Clothes?”). L’hashtag #WhoMadeMyClothes è diventato N.1 in tendenza globale di Twitter. 
Fashion Revolution ha moltissime pubblicazioni online per il pubblico e per scopi educativi. 
Nel 2015 è stata lanciata la campagna #Haulternative. Il movimento è andato incontro a molte critiche soprattutto intorno all’Indice di Trasparenza sulla Moda (Fashion Trasparency Index).

## Storia
Fashion Revolution è stato fondato da Carry Somers e Orsola De Castro nel 2013 dopo il disastro del Rana Plaza in Bangladesh. 
Somers e De Castro hanno entrambe alle spalle una carriera nell’industria della moda. Durante i 20 anni precedenti, il marchio di moda di Somers, Patchacuti, è stato un pioniere per quanto riguarda la trasparenza nella catena di approvvigionamento e De Castro ha lanciato e guidato il marchio pioniere nel riciclo From Somewhere dal 1997 fino al 2014. 
Fashion Revolution è stata creata come una piattaforma per accademici, designer, scrittori, venditori e uomini e donne d’affari per incoraggiare le persone ad agire nell’industria della moda e rendere la moda più sostenibile.
Somers e De Castro hanno lanciato l’hashtag #WhoMadeMyClothes nel 2014.
L’organizzazione è stata fondata grazie a fondazioni private, sovvenzioni istituzionali, organizzazioni commerciali e donazioni dei cittadini.

## Fashion Revolution Day / Fashion Revolution Week
Il Fashion Revolution Day ricade annualmente il 24 aprile in concomitanza con l’anniversario del collasso del palazzo Rana Plaza avvenuto nel 2013, dove morirono 1133 persone e ci furono oltre 2500 feriti. Il Fashion Revolution Day è stato anche creato per sottolineare l’attuale emergenza climatica. è stata anche sottolineata la consapevolezza dello sfruttamento della filiera di fornitura. L’obiettivo del movimento è di cambiare il modo in cui i vestiti vengono prodotti e acquisiti. Nel 2016 si è espanso/evoluto nella Fashion Revolution Week. 
Il primo Fashion Revolution Day si tenne il 24 aprile del 2014. In quell'occasione, l’hashtag #Insideout di Fashion Revolution raggiunse la prima posizione come trend globale su Twitter.
Il secondo Fashion Revolution Day avvenne il 24 aprile del 2015. La portata mediatica raggiunta da news online e media tradizionali fu di 16 miliardi, 63 milioni di persone da 76 nazioni diverse resero l’hashtag #WhoMadeMyClothes il trend numero uno su Twitter. Il video YouTube “The 2 Euro T-shirt” realizzato dal movimento, che ritraeva un esperimento sociale, ebbe oltre 6.5 milioni di visualizzazioni e vinse un leone d’oro al Cannes Film Festival.
Alla sua terza edizione, le attività della Fashion Revolution si svolsero per oltre una settimana, dal 18 al 24 aprile del 2016 in oltre 90 nazioni intorno al mondo. Questa Fashion Revolution Week iniziò con “Fashion Question Time” alla House of Parliament inglese. Ci fu anche il lancio della prima edizione del “Fashion Transparency Index” che segnalò 40 grandi compagnie fashion riguardo alle informazioni divulgate agli investitori e al pubblico, e ai problemi sociali e ambientali che coinvolgevano la loro catena di fornitura. 70.000 persone nel mondo chiesero ai brand #whomademyclothes (#chi ha fatto i miei vestiti) con oltre 156 milioni di visualizzazioni sui social media. G-Star Raw, American Apparel, Fat Face, Boden, Massimo Dutti, Zara e Warehouse erano alcune tra gli oltre 1200 fashion brand e rivenditori che risposero con fotografie dei loro impiegati #Imadeyourclothes. Il 26 ottobre del 2016, l’esperimento sociale ritratto nel video “The 2 Euro T-shirt” di Fashion Revolution era classificato al 7º posto nella top mondiale delle campagne PR dell’anno ai SABRE award. Il video raggiunse oltre le 7.5 milioni di visualizzazioni. 
Nel suo quarto anno, la Fashion Revolution Week si svolse dal 24 al 30 aprile del 2017. Nel giorno del Fashion Revolution Day venne lanciata la seconda edizione del Fashion Transparency Index con una revisione della trasparenza di 100 grandi fashion brand. 66 mila persone parteciparono a circa 1000 eventi della Fashion Revolution e ci furono 533 milioni di visualizzazioni sui post dei social media usando uno degli hashtag di Fashion Revolution di aprile. Oltre 2 mila brand e gruppi di produzione risposero utilizzando #imadeyourclothes. 
Nella sua quinta edizione la Fashion Revolution Week si tenne dal 23 al 29 aprile del 2018. La Fashion Revolution coinvolse oltre 1000 eventi in tutto il mondo, compreso il Fashion Open Studio e Fashion Question Time a Westminster. Ad aprile, venne lanciata la terza edizione del Fashion Transparency Index, che classificava 150 brand in base a come avessero divulgato le informazioni riguardo alle loro politiche, pratiche, procedure rispetto all'impatto ambientale e sociale. 

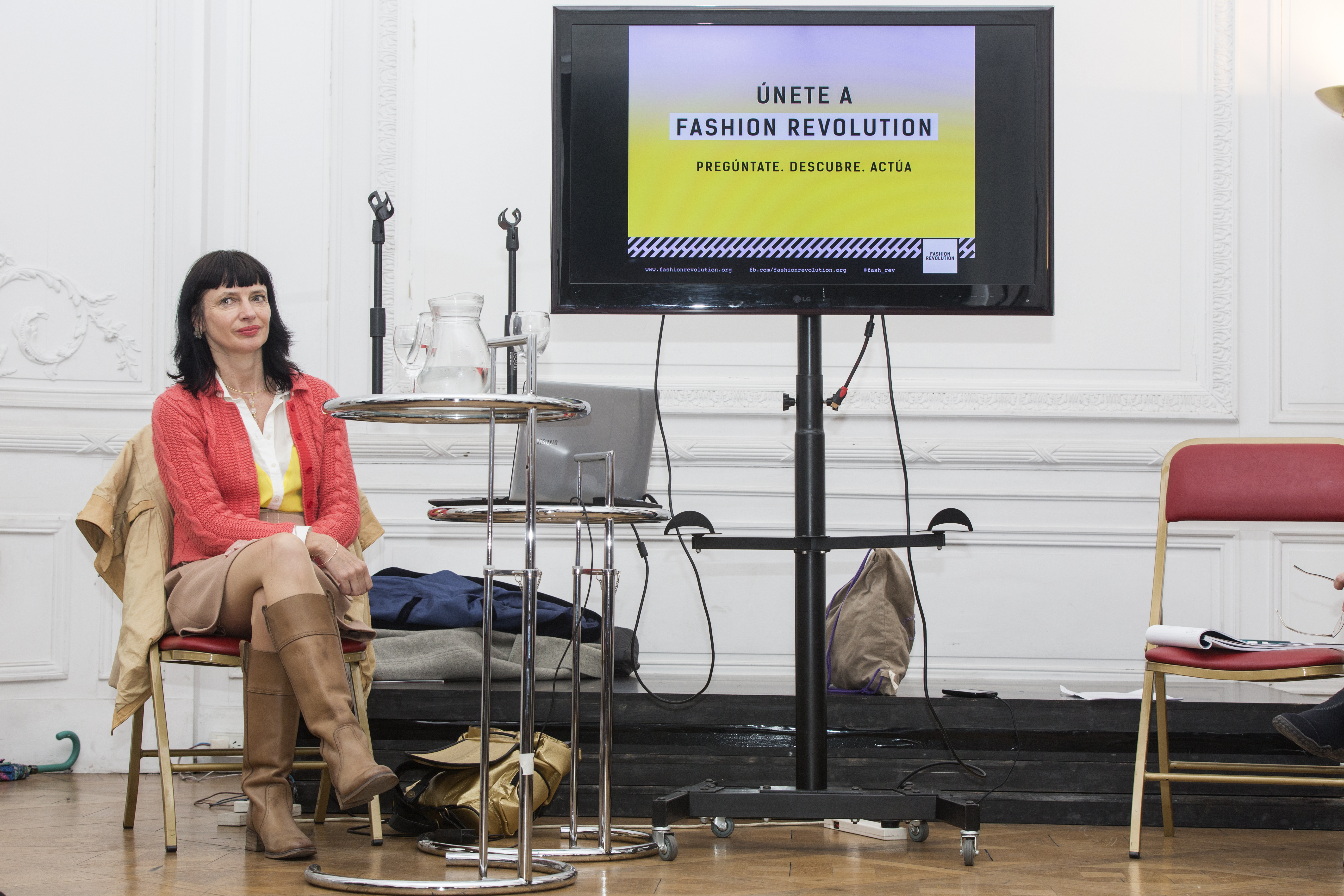
Carry Sommers, fondatrice, condivide il suo lavoro Fashion Revolution

La Fashion Revolution Week continuò sia nel 2019 sia nel 2020. Nel 2020 Fashion Revolution lanciò un nuovo hashtag #whatisinmyclothes, concentrandosi sui prodotti chimici e i materiali utilizzati per la produzione tessile, collegato alla partecipazione di Carry Somers in Exxpedition, un gruppo di sole donne salpate per un viaggio intorno al mondo per indagare sulla micro-plastica e l’inquinamento chimico negli oceani.

## Eventi
Durante la Fashion Revolution Week, si svolgono in tutto il mondo centinaia di eventi. Fashion Revolution ha organizzato tavole rotonde di alto livello su etica, sostenibilità e trasparenza nell’industria della moda. 
2014
- 12 maggio: Dibattito alla Camera dei Lord del Regno Unito[29][30]

2015
- 26 febbraio: Fashion Question Time alla Camera dei Comuni del Regno Unito con Mary Creagh MP, Lily Cole, Jenny Holdcroft, direttrice politica della Industrial Global Union, Catarina Midby, Responsabile globale delle comunicazioni sostenibili, Dilys Williams di H&M, head, Centro per la moda sostenibile e Anas Sarwar[31][32]

- 29 giugno: Ethical Fashion 2020: una nuova visione per la trasparenza nella Camera dei Lords del Regno Unito[33]

- 2 dicembre: a Bruxelles si è tenuta la Tavola rotonda dell'UE ed è stato pubblicato un Libro bianco intitolato 'È tempo di una rivoluzione della moda'[34]

2016
- 18 aprile: Fashion Question Time al Parlamento[35][34]

2017
- 23 marzo: Fashion Revolution debutta alla Cape Town Fashion Week[36]

- 24 aprile: Fashion Question Time al Parlamento[37]
- 24 aprile: lancio di Open Studios, una serie di eventi di una settimana a Londra, New York, Atene, Prato, Los Angeles e Giacarta.[38]
- 24 aprile: Avery Dennison ha collaborato con Fashion Revolution per creare alcune patch di marca (realizzate con filati riciclati fino al 90%).[4]
- 24 aprile: Collaborazione con AEG/Electrolux per il progetto Loved Clothes Last e ha lanciato un video sulla produzione di massa, il consumismo e la tragedia delle discariche moderne.

2018
- 6 novembre: Il film "Who Made My Clothes" diretto da MJ Delaney e prodotto da Futerra[39] è stato premiato come miglior film verde al Fashion Film Festival 2018 di Milano.

2019
- 24 aprile: Viene lanciato Fashion Revolution Kenya.[40]
- 24 aprile: Viene lanciato Fashion Revolution Laos.[40]
- 27 aprile: Sala Studio x Central Saint Martins x Fashion Revolution ha tenuto la "Sostenibilità come cultura" evento in cui i principali esperti del settore nella moda e nella produzione tessile, insieme a influencer culturali, accademici, attivisti e artisti hanno discusso sui temi della giustizia razziale, dell'approvvigionamento e produzione responsabili, della circolarità e dell'autenticità nel design.[40]

2020
- 24 aprile: Fashion Question Time è stato trasmesso in diretta streaming su Youtube per discutere le tendenze del consumo di massa.[41]

- 24 aprile: Fashion Revolution lancia Fashion Open Studio, una vetrina di moda internazionale prodotta digitalmente per soddisfare le esigenze dettate dal COVID-19.[41]

## Hashtag e Movimenti

### #Whomademyclothes
L’hashtag #Whomademyclothes venne lanciato nel 2014 dalle fondatrici di Fashion Revolution, Carry Somers e Orsola de Castro. Diventò il trend numero 1 al mondo su Twitter. Nel 2018 l’hashtag ricevette 99,6 milioni di visualizzazioni su Twitter e 170 mila post contenenti almeno uno degli hashtag di Fashion Revolution vennero condivisi su Twitter e Instagram. L’obiettivo dell’hashtag era quello di accrescere la consapevolezza dei consumatori riguardo ai marchi che acquistano e ai problemi umanitari ed etici del fast fashion. I lavoratori dipendenti parteciparono al movimento rispondendo con l’hashtag #Imadeyourclothes. 
Il movimento incominciò in Inghilterra e si espanse tramite i social media. Su Twitter il 31,82% dei tweet con #Whomademyclothes furono postati da profili provenienti dall’Inghilterra. Le cinque nazioni con la maggior attività di ricerca e post Twitter #Whomademyclothes furono Inghilterra, USA, Germania, Canada e Francia. Celebrità come Emma Watson, Kelly Slater e Fernanda Paes Leme utilizzarono l’hashtag su Twitter per supportare questo problema. 
Il movimento utilizzò anche YouTube per diffondere consapevolezza. Per promuovere l’hashtag #Whomademyclothes, Fashion Revolution nel 2015 realizzò un video intitolato “The 2 Euro T-shirt”. Il video riguarda un esperimento sociale, realizzato a partire dalle reazioni dei consumatori di fronte a un distributore automatico che vendeva magliette a 2 euro. “The 2 Euro T-shirt” mostra che quando le persone inserivano nel distributore automatico i soldi per acquistare la maglietta a 2 euro, sullo schermo del distributore appariva un video che descriveva le condizioni dei lavoratori che avevano realizzato la maglietta. Arrivati alla fine del video, le persone potevano scegliere se acquistare la maglietta oppure donare per sostenere la causa di aumentare la trasparenza delle catene di fornitura. Il video ha oltre 7.9 milioni di visualizzazioni. La loro campagna cinematografica del 2018 caricata il 22 aprile venne premiata nel 2018 come miglior film fashion-sostenibile al Film Festival di Milano ed ha avuto oltre 54,000 visualizzazioni da allora. 
Con l’hashtag #Whomademyclothes e il movimento a esso collegato ci fu un aumento della consapevolezza generale riguardo alla realtà che sta dietro al processo di produzione degli indumenti. Grazie all'aumento generale di consapevolezza sul tema, i brand globali della moda iniziarono ad aumentare la loro trasparenza. L’indice di trasparenza del 2018 dava l’opportunità ai fashion brand di cambiare e giustificare la loro catena di fornitura. A giugno 2018, 172 brand di 68 nazioni differenti rivelarono più informazioni riguardo alla allora catena di fornitura rispetto all’anno precedente. In risposta all’hashtag #whomademyclothes, più di 3.383 brand mondiali pubblicarono tramite i social media informazioni sui loro dipendenti e le loro catene di fornitura. 

### #Insideout
Sei mesi dopo il primo Fashion Revolution Day, un altro hashtag venne creato, #Insideout. #Insideout diventò un top trend su Twitter e anche celebrità come Christy Turlington, Livia Giuggioli Firth e Amber Valletta postarono tale hashtag sulle loro piattaforme social. L’hashtag incoraggiava le persone a indossare i loro vestiti all’incontrario per mostrare l’etichetta e rivelare dove tale capo era stato prodotto. Inoltre British Vogue organizzò una galleria di #InsideOut street style il 24 aprile 2014.

### #Haulternative
Nel 2015 Fashion Revolution promosse #Haulternative, un nuovo movimento per promuovere la moda sostenibile incoraggiando le persone a comprare maggiormente vestiti usati rispetto a quelli nuovi. L’obiettivo era quello di incoraggiare l’acquisto di vestiti usati per ridurre gli effetti dell'industria della moda sull’ambiente. Ci sono vari aspetti collegati alla campagna #Haulternative: 
- Love story: Rinnamorati delle cose che già possiedi
- Broken e Beautiful: Condividi la storia dell’oggetto o dell’indumento che si è rovinato o rotto ma che ami e ti farà sorridere per sempre
- Fashion Fix: Fa sì che i tuoi vestiti durino di più aggiustandoli quando è necessario
- 2hand: Ricrea i tuoi stili preferiti a metà del prezzo comprando dai negozi locali
- Swap: Scambia i vestiti con i tuoi amici
- DIY: Rendi i tuoi vestiti qualcosa di nuovo applicando modifiche sartoriali o cambiandone la forma, aggiungendo nuove decorazioni o cambiandone il colore.
- Vintage: Vestendoti vintage personalizzi il tuo stile e in più stai riutilizzando, riproponendo ed estendendo la vita di un bellissimo vestito
- Slow: Apprezza la bellezza e il valore dei capi fatti a mano.

Il movimento venne principalmente pubblicizzato tramite la piattaforma YouTube dove Fashion Revolution lavorò con i vlogger di YouTube per promuovere l’acquisto di vestiti usati. La campagna #Haullternative insieme al Daily Telegraph e i fashion vlogger si auto-filmarono mentre componevano un fashion haul alternativo. Grazie anche a coloro che parteciparono, compresa CutiePieMarzia, Noodlerella, Big Ling, Grav3yardgirl, e Shameless Maya, furono raggiunte 2 milioni di visualizzazioni su YouTube. Nonostante la promozione tramite YouTube, Fashion Revolution ha anche promosso #Haulalternative creando in determinate città degli store di vestiti di seconda mano in base alla stagione. Nel novembre 2019, Fashion Revolution collaborò con gli studenti ambasciatori del Glasgow Clyde College per incoraggiare gli studenti a percorrere nuove modalità di shopping dell’usato.

## Fashion Trasparency Index
Il Fashion Trasparency Index è un indice che permette di stilare una classifica delle compagnie in base al loro livello di trasparenza. I dati che hanno permesso di creare questa classifica derivano sia da un questionario sia da informazioni pubbliche presenti in rete che riguardano le catene di approvvigionamento.
L’indice è stato pubblicato da Fashion Revolution in accordo con Ethical Consumer durante la Fashion Revolution Week del 2016.  La prima edizione del Fashion Trasparency Index includeva 40 tra le più grandi aziende del comparto moda globale, che sono state selezionate sulla base di un ricambio annuale. I brand ricevono punti per ogni informazione divulgata sul sito web del marchio oppure della casa madre, attraverso pubblicazioni dei propri report annuali e grazie a terze parti dove è presente un link tra il sito web della compagnia e la divulgazione di quest’ultima. 
La classifica per il Fashion Trasparency Index è data dall’assegnazione di punti relativi a 5 criteri che sono: policy e impegno; tracciabilità; governance; sapere, mostrare e modificare; tematiche principali.
| Rank | 2020          | 2020   | 2019          | 2019   | 2018          | 2018   | 2017            | 2017   | 2016              | 2016   |
| Rank | Company       | Rating | Company       | Rating | Company       | Rating | Company         | Rating | Company           | Rating |
| ---- | ------------- | ------ | ------------- | ------ | ------------- | ------ | --------------- | ------ | ----------------- | ------ |
| 1    | H&M           | 73     | Adidas/Reebok | 64     | Adidas/Reebok | 58     | Adidas/Reebok   | 49     | Levi Strauss & Co | 77     |
| 2    | C&A           | 70     | Patagonia     | 64     | Puma          | 56     | Marks & Spencer | 48     | Inditex           | 76     |
| 3    | Adidas/Reebok | 69     | Esprit        | 62     | H&M           | 55     | H&M             | 48     | H&M               | 69     |
| 4    | Esprit        | 64     | H&M           | 61     | Esprit        | 54     | Puma            | 46     | Adidas            | 69     |
| 5    | Patagonia     | 60     | C&A           | 60     | Gap           | 54     | Gap             | 46     | Primark           | 67     |

## Pubblicazioni e podcast di Fashion Revolution
Il movimento Fashion Revolution utilizza una varietà di risorse per campagne di comunicazione, poster, linee guida del marchio, cartoline e modelli di scrittura di lettere da inviare ai brand, per esempio per chiedere chi crea i vestiti o cosa c’è in essi, e kit di azione online (per cittadini, marchi, grossisti, rivenditori, distributori, agricoltori, produttori e fabbriche). Sono state prodotte le seguenti pubblicazioni, parte delle quali sono presenti come free downloads sul sito ufficiale:
How to be a Fashion Revolutionary (2015) è un "pieno di ispirazione e idee su come puoi usare la tua voce e il tuo potere per trasformare l'industria della moda come la conosciamo". È stato ideato come parte di una mostra del Fashion Revolution e proiettato nelle università britanniche. È disponibile anche in spagnolo e portoghese. 
It's Time for a Fashion Revolution (2015) espone il bisogno di maggior trasparenza all'interno dell'industria della moda, dal seme allo scarto.
Fashion Trasparency Index (dal 2016 al 2020) classifica le più grandi aziende di moda mondiali (40 nel 2016, 100 nel 2017, 150 nel 2018, 200 nel 2019 e 250 nel 2020) secondo il loro livello di trasparenza, basato su un questionario, e le informazioni pubbliche disponibili sui problemi della catena di approvvigionamento.
Consumer Survey (dal 2018 al 2020) è un’indagine annuale che viene svolta nei più grandi mercati europei. È parte del progetto triennale della Commissione Europea Trade Fair, Live Fair. L’obiettivo è capire quali sono le informazioni che i consumatori desiderano avere a disposizione relativamente all’impatto sociale e ambientale delle compagnie e quale dovrebbe essere l’intervento dei governi per limitarlo. 
Money, Fashion, Power (2017) è un magazine che comprende 72 pagine di poesia, illustrazioni, fotografia, grafica ed editoriali che esplorano le storie nascoste dietro ai capi d'abbigliamento, ai prezzi e al potere d'acquisto dei consumatori. È stato possibile acquistare copie cartacee e sono state pubblicate versioni online digitali. 
Loved Clothes Last (2017) è un magazine che comprende 124 pagine di poesia, illustrazioni, fotografia, infografiche, articoli, consigli e interviste che affrontano il tema dello spreco e del consumo di massa nell'industria della moda, con l'obiettivo di guidare i consumatori ad acquistare di meno, preoccuparsi di più e sapere come far durare più a lungo i propri capi. Alla sua realizzazione hanno partecipato più di 80 persone, tra cui artisti come Tyler Spangler, Ged Palmer, William Farr, la poetessa Hollie McNish, e illustratori come Rob Phillips, Stephen Doherty, Rozalina Burkova e Celeste Mountjoy, oltre ad esperti quali Rebecca Earley, Elizabeth E. Cline, Christina Dean, Kate Fletcher, Lewis Perkins, Greenpeace and Cyndi Rhoades e molti altri membri della comunità di Fashion Revolution. È stato possibile acquistare copie cartacee e sono state pubblicate versioni online digitali. È possibile scaricarlo dal sito ufficiale acquistandolo con un'offerta libera. 
Fashion Revolution Podcast series (2017) comprende 3 registrazioni di 27 minuti nelle quali il giornalista internazionale di moda Tamsin Blanchard parla a ricercatori, esperti della catena di approvvigionamento, lavoratori tessili, politici e attivisti sull'incrocio tra sostenibilità, etica e trasparenza nell'industria della moda. I tre episodi sono volti a riflettere sulle condizioni di lavoro di coloro che realizzano i nostri vestiti. Il podcast può essere ascoltato su Itunes o su ACAST. 
Garment Worker Diaries (2017-18) è un progetto di Microfinance Opportunities in collaborazione con Fashion Revolution che, nel corso di 12 mesi, ha visitato gli stessi gruppi di lavoratori tessili in Bangladesh, India e Cambogia per "imparare cosa potrebbero guadagnare e comprare, come spendono il loro tempo ogni giorno e come sono le loro condizioni di lavoro". I rapporti di ricerca interattivi e i podcast sono scritti per "invocare il cambiamento nel comportamento delle aziende e dei consumatori e i cambiamenti delle politiche affinché migliorino le condizioni dei lavoratori tessili in tutto il mondo".
Inoltre, sono state pubblicate varie raccolte di informazione sotto la categoria "Get Involved".
Get Involved Pack: Citizens che dà informazioni su come essere coinvolti nella Fashion Revolution Week 2020.
Get Involved Guide: Brands, Wholesalers, Retailers, Distributors che informa su come essere coinvolti nella Fashion Revolution Week se si è un marchio, un grossista, un rivenditore o un distributore.
Get Involved Guide: Farmers, Producers, Factories che dà informazioni su come essere coinvolti nella Fashion Revolution Week 2020 a fabbriche, venditori, contadini e produttori.
Get Involved Pack: In The Workplace, che fornisce tutte le informazioni necessaire ad essere coinvolti nella Fashion Revolution Week 2020 sul proprio posto di lavoro.
Get Involved Guide: Trade Unions Members, che informa i sindacati su come essere coinvolti nella Fashion Revolution Week 2020. Essa è disponibile in Turco, Inidi e Bahasa.
Sempre nella categoria "Get Involved" troviamo altre guide come:
Digital Activisme Guide con consigli per la partecipazione alla Fashion Revolution Week 2020 attraverso i social media. Disponibile anche in turco.
How to host a *digital event* per creare eventi digitali per la propria community.
Haulternative guide per evitare l'acquisto di nuovi capi e con suggerimenti per rinnovare il proprio guardaroba.
Il movimento Fashion Revolution ha un blog nel quale è possibile pubblicare i propri pensieri che devono però essere in linea con il movimento stesso.

## Scuole e università
Il movimento Fashion Revolution ha messo a disposizione risorse, come letture di approfondimento, per educatori, universitari e accademici. Queste risorse sono prevalentemente disponibili sul sito ufficiale del movimento, dove è anche stata realizzata una sezione che consente ai giornalisti di scaricare comunicati stampa ed immagini.
Nel 2014, Fashion Revolution ha pubblicato un quiz e un pacchetto educativo per scuole, università, professori universitari e studenti.
Nel 2015, sono stati realizzati un nuovo quiz e schede didattiche per la scuola primaria (7-11 anni), secondaria, istituti di istruzione superiore (16-18) e università (18+). Sono stati pubblicati in inglese e tradotti in spagnolo, finlandese e altre lingue dai team di coordinamento nazionale.
Nel luglio 2015, è stata pubblicata su Pinterestuna raccolta di post sui social media che mostrava come insegnanti e studenti sono stati coinvolti nel movimento Fashion Revolution, insieme ad una cinematografica “who made my clothes?” e una raccolta di “immaginari modi in cui il lavoro di artisti, attivisti e altri può essere utilizzato per ispirare e coinvolgere persone nel movimento Fashion Revolution”.
Nell’agosto 2016, sono state organizzate tre sessioni alla Conferenza Annuale della Royal Geographical Society (con l'Institute of British Geographers) a Londra con oratori accademici e attivisti che trattano il tema “Attivismo studentesco e la Fashion Revolution: ‘who made my clothes?’”. La prima sessione si concentrava sul cercare di connettere produttori e consumatori, la seconda sulla moda sostenibile lenta e la terza sul coinvolgere il pubblico.
Nel giugno-luglio 2017, un corso gratuito online di tre settimane chiamato “Who Made My Clothes” è stato creato in collaborazione con l’Università di Exeter. Diretto da e con la collaborazione di membri del Global Coordination Team del Fashion Revolution - Ian Cook, Orsola de Castro, Sarah Ditty and Joss Whipple- il corso coinvolse più di 8000 studenti da tutto il mondo e copre temi come il compenso e le condizioni delle persone che lavorano nell’industria mondiale tessile.
Nel maggio 2020 un corso gratuito online di 4 settimane chiamato 'Fashion's Future: The Sustainable Development Goals' è stato creato da e con la collaborazione di membri del Global Coordination Team del Fashion Revolution: Sarah Ditty, Ilishio Lovejoy and Sienna Somers. Il corso affrontava temi relativi a come l’industria della moda lavora, come interagiamo con essa e gli impatti che ha sulle persone e il pianeta, come gli Obiettivi di Sviluppo Sostenibile si relazionano rispetto ai vestiti che indossiamo e molti altri temi interessanti.

## Struttura del movimento
Fashion Revolution è costituito da due diversi enti con sede nel Regno Unito, Fashion Revolution CIC e Fashion Revolution Foundation. Questi enti organizzano la rete globale composta dagli uffici nazionali di Fashion Revolution e dai team di coordinamento nazionale di volontari.

### Fashion Revolution Foundation
è un istituto di beneficenza che si occupa di finanziare le attività di educazione, ricerca e sensibilizzazione di Fashion Revolution, costituendo l'anima filantropica del movimento. The Fashion Revolution Foundation Board of Trustees è a capo dell'amministrazione generale della Fondazione.

### Fashion Revolution CIC
è un'associazione senza scopo di lucro che impiega personale e gestisce le campagne politiche per garantire che la trasparenza e la responsabilità nella catena di fornitura globale siano all'ordine del giorno per i governi di tutto il mondo. Il Senior Management Team (SMT) si occupa dell'organizzazione e della gestione dei principali gruppi che creano, dirigono e supervisionano Fashion Revolution a livello globale. L'SMT lavora a stretto contatto con i membri del CIC e il Consiglio di fondazione della Fashion Revolution.

### Uffici Nazionali di Fashion Revolution
sono organizzazioni no-profit legalmente registrate in diversi paesi e che formano una rete di affiliazione. Gli uffici nazionali lavorano a stretto contatto con Fashion Revolution CIC e Foundation, aiutano ad accrescere la strategia globale a vari livelli e creano, perseguono e sviluppano le proprie strategie regionali, per la programmazione e la beneficenza. Attualmente si contano 14 uffici nazionali in: Brasile, Croazia, Repubblica Ceca, Danimarca, Francia, Germania, Italia, Lussemburgo, Malesia, Filippine, Portogallo, Slovacchia, Spagna, Svizzera.

### Fashion Revolution Country Team
sono gruppi di volontari coordinati da un Country Coordinator (CC) che assume volontariamente i ruoli e gli oneri associati a questa posizione. I gruppi di volontariato sono costituiti da soggetti che provengono da tutte le aree dell'industria della moda, danno a Fashion Revolution la sua forza e la sua rilevanza e permettono alle persone di tutto il mondo l'opportunità di impegnarsi, in particolare durante la Fashion Revolution Week.

### Coordinatori Nazionali di Fashion Revolution (CC)
sono i leader dei team nazionali. C'è un CC per ogni paese eletto dal proprio gruppo e poi nominato dal CIC. Collaborano con il CIC e coordinano un team per svolgere importanti mansioni quali: promuovere e distribuire i materiali della campagna Fashion Revolution, la strategia di comunicazione e le richieste politiche; coordinare e accertarsi che tutti gli stakeholder all'interno del proprio paese si impegnino con Fashion Revolution in conformità con le linee guida globali; compilare e presentare report annuali sul loro impatto, sviluppo e feedback.

## Critiche
Nel 2016, vari marchi di moda hanno criticato Fashion Revolution mettendo in discussione i metodi che l'organizzazione e il sito Ethical Consumer utilizzato per il Fashion Transparency Index. In un articolo scritto da The Guardian, Ruth Stokes, autrice di The Armchair Activist’s Handbook, afferma che un cambiamento significativo nel settore della moda può iniziare con una campagna hashtag Fashion Revolution Day, ma deve andare oltre.